# Vol TACA 390
Le vol TACA 390 était un vol régulier opéré par la TACA International le 30 mai 2008. Il a décollé de San Salvador, au Salvador, et avait pour destination Miami, aux États-Unis, avec des escales intermédiaires à Tegucigalpa et San Pedro Sula, au Honduras. L'Airbus A320 assurant le vol est sorti de la piste après avoir atterri à l'aéroport international Toncontín de Tegucigalpa et a roulé dans une rue, s'écrasant sur un talus et détruisant plusieurs voitures dans le processus.

## Appareil et équipage
L'avion était un Airbus A320-233 (immatriculation EI-TAF, c/n 1374). Il a été construit en 2000 et est entré en service avec TACA en 2001. L'avion a été loué deux fois à Cubana de Avación et Martinair, en 2001 et 2007 respectivement,.
L'équipage comprenait le capitaine salvadorien Cesare Edoardo D'Antonio Mena (40 ans) et le premier officier Juan Rodolfo Artero Arevalo (26 ans),. Tous les membres d'équipage de cabine opérant sur le vol étaient des Honduriens. Le capitaine D'Antonio totalisait 11 899 heures de vol, dont 8 514 heures sur Airbus A320, et le copilote Artero totalisait 1 607 heures dont 250 sur Airbus A320. Les deux pilotes avaient déjà atterri à l'aéroport international de Toncontín ; le capitaine D'Antonio avait atterri à l'aéroport 52 fois et le copilote Artero y avait atterri 5 fois.

## Accident
Le vol 390 a décollé de San Salvador à 9 h 05, heure locale. À 9 h 40, l'A320 a atterri sur la piste 02 de l'aéroport international Toncontín. Bien que les deux inverseurs de poussée aient été déployés et que les spoilers aient été activés, l'avion a dépassé la piste à une vitesse de 54 nœuds (100 km/h), a traversé un talus et s'est écrasé sur une route à côté de l'aéroport,.

## Passagers
Voici le nombre de passagers par nationalité : 
| Nationalité   | Nombre de passagers | Equipage | Total |
| Honduras      | 60                  | 5        | 65    |
| Costa Rica    | 9                   | 0        | 9     |
| Argentine     | 8                   | 0        | 8     |
| Guatemala     | 7                   | 0        | 7     |
| États-Unis    | 5                   | 0        | 5     |
| Nicaragua     | 3                   | 0        | 3     |
| Salvador      | 3                   | 1        | 4     |
| Mexique       | 3                   | 0        | 3     |
| Brésil        | 2                   | 0        | 2     |
| Canada        | 2                   | 0        | 2     |
| Colombie      | 2                   | 0        | 2     |
| Espagne       | 1                   | 0        | 1     |
| Géorgie       | 1                   | 0        | 1     |
| Allemagne     | 1                   | 0        | 1     |
| Italie        | 1                   | 0        | 1     |
| Uruguay       | 1                   | 0        | 1     |
| Non-déterminé | 14                  | 0        | 14    |
| Total         | 104                 | 6        | 114   |

Une liste des passagers a été fournie dans le cinquième communiqué de presse sur l'accident de TACA international. Cette liste a été publiée en anglais et espagnol.
Cinq personnes sont mortes à la suite de l'accident, dont le capitaine D'Antonio. Les passagers décédés ont ensuite été confirmés comme étant Jeanne Chantal Neele, l'épouse de Brian Michael Fraser Neele (ambassadeur du Brésil au Honduras, qui était également à bord) et l'homme d'affaires nicaraguayen Harry Brautigam, président de la Banque centraméricaine d'intégration économique. Ce dernier est mort d'une crise cardiaque. L'ambassadeur Fraser Neele a été blessé dans l'accident. L'ancien chef des forces armées honduriennes a également été blessé. Il y a eu deux morts au sol, dont un chauffeur de taxi, dans l'un des trois véhicules écrasés dans la rue par l'avion. L'un des survivants a déclaré que les passagers de la classe affaires avaient subi les blessures les plus graves.

## Enquête

L'épave du vol 390, photographié après l'accident.

Les autorités honduriennes ont délégué l'enquête sur l'accident à l'Autorité de l'aviation civile d'El Salvador, conformément à la Convention relative à l'aviation civile internationale. Le rapport d'accident indiquait que l'avion avait atterri avec un vent arrière de 12 nœuds, à 400 mètres de l'extrémité de la piste. Comme il s'agissait de la première escale intermédiaire d'un long vol transcontinental, l'avion était proche de sa limite supérieure de masse à l'atterrissage (63,5 t contre 64,5 t maximum autorisé). De plus, la piste était mouillée, en raison du passage de la tempête tropicale Alma,.
L'Aviation Herald a récupéré une copie du rapport final en 2017. Le rapport lui-même n'a pas été rendu public. L'Autorité de l'aviation civile a conclu que la cause de l'accident était la décision inappropriée de l'équipage de poursuivre l'atterrissage malgré l'absence d'évaluation des conditions de la piste, qui ne respectait pas les procédures d'exploitation standard. L'absence de rainures sur la piste et l'atterrissage de l'avion à une vitesse élevée de 160 nœuds (300 km/h) ont également été des facteurs contributifs.